# Alen Ploj
Alen Ploj (* 30. Juni 1992 in Lenart) ist ein slowenischer Fußballspieler.

## Karriere

### Verein
Ploj wechselte in der Jugend 2007 von NK Jarenina zu NK Maribor. Sein Debüt in der Slovenska Nogometna Liga für die erste Mannschaft von NK Maribor gab er am 16. März 2011 gegen NK Nafta Lendava. Alen Ploj wurde am Ende der Saison 2010/11 mit Maribor Slowenischer Meister und erzielte in seinem zweiten Erstligaspiel am letzten Spieltag dieser Spielzeit gegen den Vizemeister NK Domžale sein erstes Tor in der Nogometna Liga. Anschließend wurde er für die Saison 2011/12 an NK Aluminij verliehen. Mit Aluminij erreichte Ploj als Meister der Druga Slovenska Nogometna Liga den Aufstieg in die höchste slowenische Spielklasse. Anschließend folgten noch weitere Leihen zum NŠ Mura und NK Celje. Die Spielzeit 2014/15 verbrachte er dann bei der Reservemannschaft Maribors. Dann folgte der FC Zlaté Moravce in Tschechien und die polnischen Vereine GKS Bełchatów, Bytovia Bytów und Wisła Puławy. 2018 kehrte er nach Slowenien zurück und war zwei Jahre für den NK Nafta Lendava aktiv. Dann ging es nach Österreich zum SAK Klagenfurt und dann spielte er den heimischen Vereinen NK Rogaška sowie NŠ Drava Ptuj. Seit dem Sommer 2022 steht Ploj beim FC Weinland Gamlitz in der viertklassigen Landesliga Steiermark unter Vertrag.

### Nationalmannschaft
Von 2008 bis 2013 absolvierte Ploj insgesamt 20 Partien für diverse slowenische Jugendnationalmannschaften und erzielte dabei drei Treffer.

## Erfolge
- Slowenischer Meister: 2011, 2013, 2014
- Slowenischer Pokalsieger: 2012